# Герб Сандомирського воєводства
Герб Сандомирського воєводства (пол. Herb Województwa Sandomierskiego) — офіційний символ Сандомирського воєводства Речі Посполитої.
Воєводство утворено в XIV столітті у складі Малопольської провінції Королівства Польського із Сандомирського князівства. Ліквідовано у зв'язку з третім розділом Речі Посполитої у 1795 році.

## Опис
Герб Сандомирського воєводства являв собою геральдичний щит, розтятий на два поля, з яких ліве 5-разово перетяте в червень і срібло, а в правому, блакитному, поміщені в три ряди 9 (3+3+3) золотих шестикінцевих зірок.

## Історія
Герб створений під впливом західної геральдики з використанням поділів щитів і фігур з перетинів полів, що рідко зустрічається в середньовічних польських гербах.
1355 року король Казимир III включив Сандомирську землю до складу земель, успадкованих польським королем. Герб з'явився, ймовірно, в 1355—1370 роки і був заснований на гербі угорсько-польського короля Людовіка Угорського з Анжуйської династії.

У рукописі Яна Длугоша «Insignia seu clenodia Regis et Regni Poloniae» (1464—1480) є опис герба:
Сандомирська земля має розтятий щит, перша частина триразово перетята на червлень і срібло, в іншій блакитній частині вміщені рядами три і чотири зірки.Оригінальний текст (лат.)
Sandomiriensis terra tercia in ordine, que tres pro prima parte barras glaucas et rubeas portat, in secunda triplicem ordinem stellarum, et qoulibet ordine quatuor stellas, in campo celestino defert.

Кількість зірок у гербі, ймовірно, символізувала кількість повітів. З опису прапорів з Грюнвальдської битви Яна Длугоша випливає, що спочатку зірок було сім — стільки ж, скільки й тоді повітів. Дев'ять зірок у пізніший період може символізувати дев'ять судових округів, на які ділилося воєводство.

Цей герб використовувався також у Сандомиському воєводстві Царства Польського, у Сандомирській губернії, і як частина герба Радомської губернії (до 1866) Російської імперії.

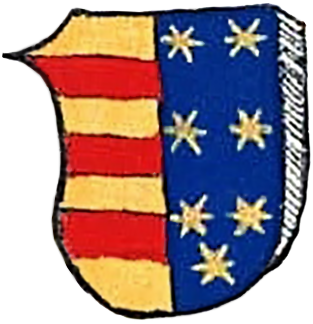
Герб воєводства зі Статуту Ласького, 1506
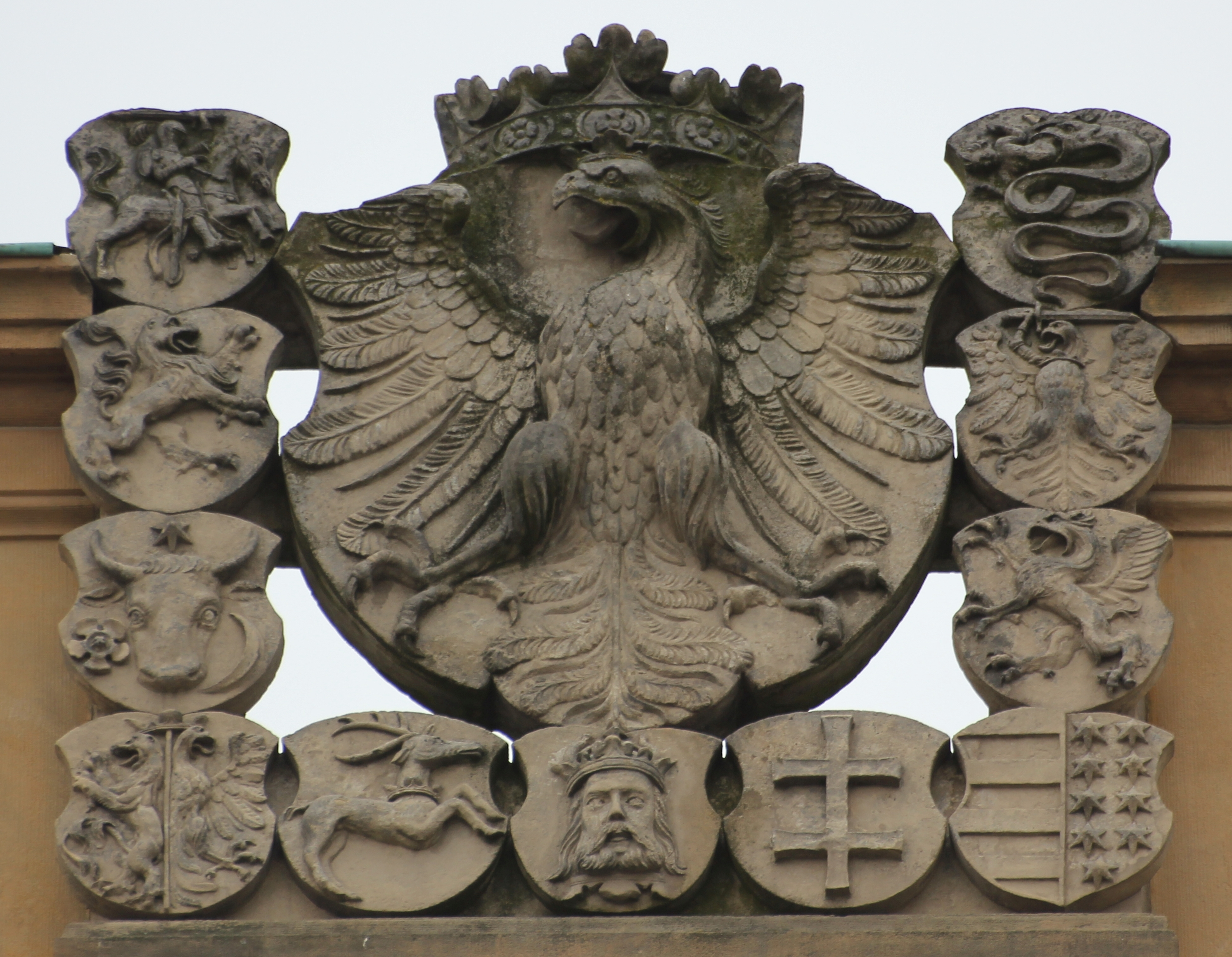
Герб на воротах замку в Бжезі в Нижній Сілезії, збудованого у 1554-1560 роках
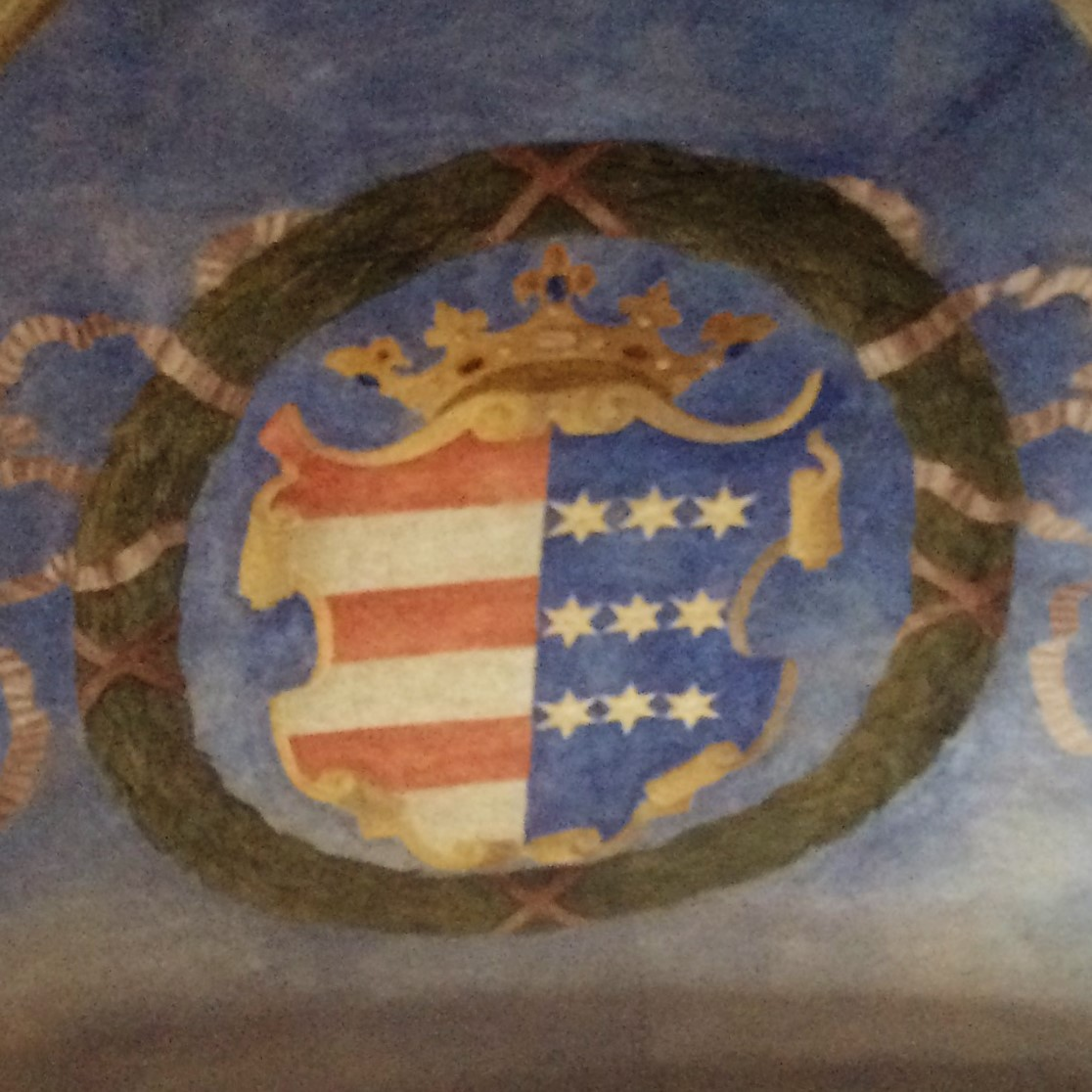
Герб у Посольській залі Королівського замку Варшави, після 1720 року
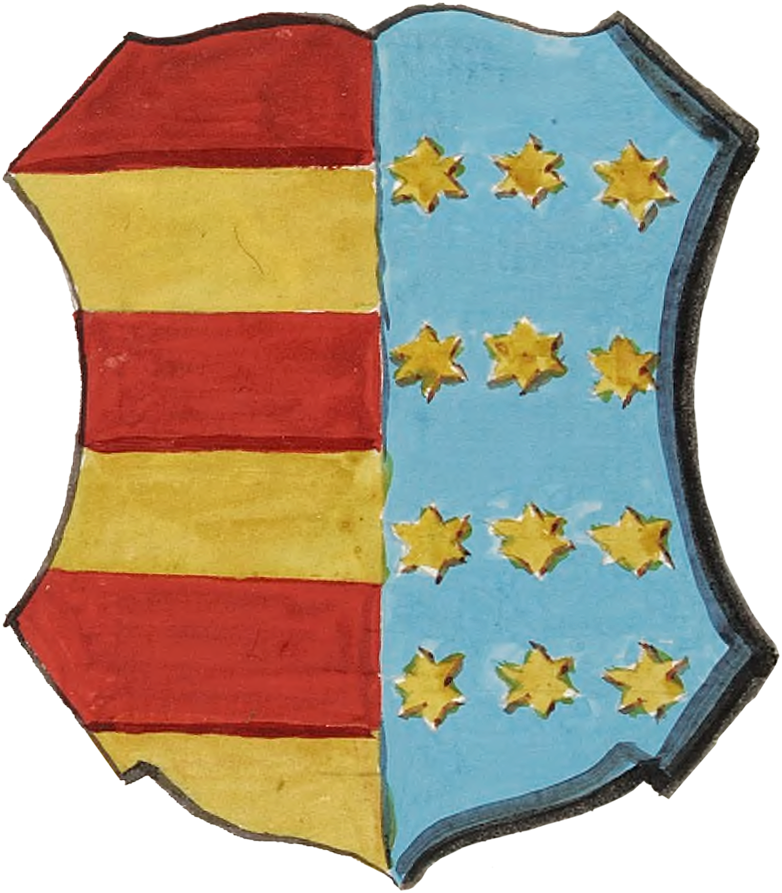
Рисунок герба з гербовника 1875 року